# Карлин, Мириам
Мириам Карлин (англ. Miriam Karlin; урождённая Мириам Самуэльс, англ. Miriam Samuels; род. 23 июня 1925, Лондон, Великобритания — 3 июня 2011, там же) — британская актриса, знаменитая по участию в ситкомах BBC, а также по роли Кошатницы в фильме Стэнли Кубрика «Заводной апельсин».

## Ранняя жизнь
Мириам Самуэльс родилась в 1925 году в Северном Лондоне в семье ортодоксальных иудеев. Её отец Гарри Самуэльс был адвокатом. Старшим братом Мириам был Майкл Самуэльс (1920—2010) — лингвист, один из составителей Оксфордского словаря английского языка.

## Карьера
По окончании обучения в Королевской академии драматического искусства Карлин принимала участие в представлениях Ассоциации зрелищных мероприятий для военнослужащих. Позже играла в театрах и кабаре, отметилась ролями в спектаклях «Дневник Анны Франк», «Скрипач на крыше».
Кинематографический дебют актрисы состоялся в 1952 году. Тогда она снялась в комедийном фильме «Внизу среди людей Z». С 1956 года принимала участие в радиопостановках «Би-би-си». Мириам Карлин приобрела популярность после роли в ситкоме «The Rag Trade», показываемом на BBC в 1961—1963 годах.
В 1960 году Карлин появилась в экранизации пьесы Джона Осборна «Комедиант». В 1970 году Стэнли Кубрик пригласил актрису на роль Кошатницы в фильме «Заводной апельсин». В 1972 году Карлин исполнила главную роль в спектакле «Мамаша Кураж и её дети», поставленном в Дворцовом театре Уотфорда.
В 2008 году, в возрасте 83 лет, Мириам Карлин сыграла в спектакле «Many Roads to Paradise» в театре Финборо в Лондоне.

## Личная жизнь
Мириам Карлин никогда не была замужем. Являлась атеисткой. Была членом анти-нацистской лиги, принимала участие в кампаниях против отрицателя Холокоста Дэвида Ирвинга и австрийского политика-националиста Йорга Хайдера. Кроме того, актриса входила в Британскую гуманистическую ассоциацию и была попечителем Фонда Эдди Сурмана по борьбе с ВИЧ.
В 1975 году Мариам Карлин была удостоена Ордена Британской империи за профсоюзную и социальную деятельность.
В 2006 году Карлин призналась в том, что у неё рак. Актриса ушла из жизни 3 июня 2011 года.

## Избранная фильмография
| Год  |   | Русское название        | Оригинальное название    | Роль               |
| ---- | - | ----------------------- | ------------------------ | ------------------ |
| 1952 | ф | Внизу среди людей Z     | Down Among the Z Men     | женщина в магазине |
| 1955 | ф | Глубокое синее море     | The Deep Blue Sea        | буфетчица          |
| 1959 | ф | Путь наверх             | Room at the Top          | Гертруда           |
| 1960 | ф | Комедиант               | The Entertainer          | субретка           |
| 1960 | ф | Миллионерша             | The Millionairess        | Миссис Джо         |
| 1962 | ф | Призрак Оперы           | The Phantom of the Opera | уборщица           |
| 1971 | ф | Заводной апельсин       | A Clockwork Orange       | кошатница          |
| 2000 | ф | Человек, который плакал | The Man Who Cried        | мадам Гольдштейн   |
| 2006 | ф | Дитя человеческое       | Children of Men          | немецкая бабушка   |
| 2008 | ф | Воспоминания неудачника | Flashbacks of a Fool     | Миссис Роджерс     |